# Mark Hollis
Mark David Hollis (Tottenham (Londen), 4 januari 1955 – 25 februari 2019) was een Britse componist, muzikant en zanger-liedschrijver die vooral bekend werd als zanger van de band Talk Talk. In 1998 trok hij zich terug uit de muziekwereld.

## Carrière
Hollis was samen met Tim Friese-Greene degene die Talk Talk van new romantic naar postrock heeft laten overgaan. In 1998 verscheen zijn enige soloalbum Mark Hollis. Hij werd eind jaren tachtig een cultheld, nadat hij en zijn band een drastische ommezwaai hadden gemaakt.
Van een synthesizerband, met gesoigneerde pophits als Such a Shame en Life's What You Make It, werd Talk Talk een melancholiek, akoestisch combo. Debussy en Bartók waren zijn inspiratiebronnen, verklaarde Hollis. Hun platenmaatschappij EMI spande na verschijning van Spirit of Eden (1988) zelfs een rechtszaak aan tegen de band wegens het maken van muziek die EMI niet verkoopbaar genoeg achtte.
Hollis overleed in februari 2019 na een kort ziekbed op 64-jarige leeftijd aan de gevolgen van kanker.
- Biblioteca Nacional de España: XX1555737
- Bibliothèque nationale de France: cb14013892b (data)
- Gemeinsame Normdatei: 134409620
- International Standard Name Identifier: 0000 0000 7689 9391
- Library of Congress Control Number: n91114576
- MusicBrainz: 8539cf66-e8e2-41a0-a984-77ba4dcffbc7
- Nationale Bibliotheek van Tsjechië: xx0195810
- Nationale Bibliotheek van Israël: 987007408460305171
- Nederlandse Thesaurus van Auteursnamen: 071639071
- Istituto Centrale per il Catalogo Unico: DDSV030070
- Système universitaire de documentation: 169832562
- Virtual International Authority File: 73040877
- WorldCat: E39PBJpPCprhDYtr6c93JypdcP